# 觀音法門 (新興宗教)
觀音法門是一個由清海無上師所創立的宗教組織，自稱是融合佛教、基督教成立的新興宗教，宣稱反對殺生，提倡純素食主義和終身茹素。根據台灣《壹週刊》的報道，2007年時，觀音法門的信徒達數十萬人，但佛教界公認其爲受锡克教影响的附佛外道，中国大陆官方更於1995年将其列为邪教组织。

## 沿革
觀音法門的創辦人释清海本名張蘭君，1950年出生在越南中部，曾在德國紅十字會工作，並與當地一名醫生結婚。兩人離婚後，張蘭君自稱在喜瑪拉雅山找到一個明師傳授她「觀音法門」。張蘭君之後跟隨釋淨心出家，改法號為「清海」，其後在台灣臨濟護國禪寺出家，並成為釋聖嚴的英文翻譯，協助釋聖嚴在美國弘法。1984年，清海回到台灣，在台北市內湖區創立觀音法門收徒。當時佛教傳統認為比丘尼不能收徒，清海因而被受批評，有人更要求清海還俗。清海以「不必著相」為由，自稱「清海無上師」，并於1988年在苗栗縣西湖鄉成立“中華民國禪定學會”，吸引信徒達30萬人。
觀音法門在台灣設立總部後，亦在美國、加拿大等地設立聯絡處，其後發展至世界各地，擁有50個以上的小中心和200個以上的聯絡點。1989年5月，觀音法門傳到中國大陸上海。1995年，中共中央办公厅、中华人民共和国国务院办公厅下发《关于转发〈公安部关于查禁取缔“呼喊派”等邪教组织的情况及工作意见〉的通知》，明确觀音法門在中國大陸境内为「邪教」。觀音法門在中國大陸曾擁有約5000信徒。
1998年5月，原觀音法門骨幹許成江另立圓頓法門。

## 教義
根據觀音法門的官方網站，觀音法門認為，「觀音」為靜觀聲音的振動，分為「光」和「音」兩部份，而認識上帝需要經由人內在的光和音。觀音法門聲稱“傳印心”是該教的精華，並聲稱信徒在印心時可以馬上聽到內在的聲音和光。觀音法門亦聲稱信徒修觀音法門之後只要遵守五大戒律（即不殺生、不偷盜、不妄語、不邪淫、不碰菸酒毒品）般修行，就會得到最高的覺悟和成佛。觀音法門亦表示信徒在印心後就會超越時間、空間和法律，活在世間的天堂。
與大部份漢傳佛教一樣，觀音法門亦提倡純素食主義和終身茹素。觀音法門認為為滿足口腹之慾而殺生為造下殺業的行為，而茹素可以將信徒積欠的業障減低，使信徒的感覺更輕鬆自在，而且可使信徒進入天堂境界。

## 架構
觀音法門的信徒分為「長住」、「觀音使者」和「聯絡人」等，其中「長住」為觀音法門的出家信徒，而「觀音使者」則是「長住」中能主持印心儀式的傳道者，「聯絡人」則是信徒中負責地區性聯絡的基層幹部。雖然觀音法門各類型的信徒有功能性的分工，但這些類型的信徒沒有各自的獨立性地位。

## 爭議
據《台灣壹週刊》報道，1996年清海因為被指控斂財而被中華民國政府調查，清海因而流亡柬埔寨。1997年，清海亦被指涉及美國總統比爾·克林頓的一宗非法政治獻金案。《台灣壹週刊》的報道亦表示，2007年，清海在觀音法門位處苗栗縣西湖鄉的道場主持為期五天的國際禪，一萬多名信眾參加了該次禪修，每位參與禪修的信徒都需要繳交新台幣5000元的活動費，再加上會場內的供養品和昂貴的紀念品收入，估計五天的總收入便達新台幣上億元。

## 延伸閱讀
- 丁仁傑. . 聯經. 2004年. ISBN 9789570827323.

## 外部連結
- 觀音法門官方網站 （页面存档备份，存于）
- 無上師電視台官方網站 （页面存档备份，存于）